# Gammalbolsjevik

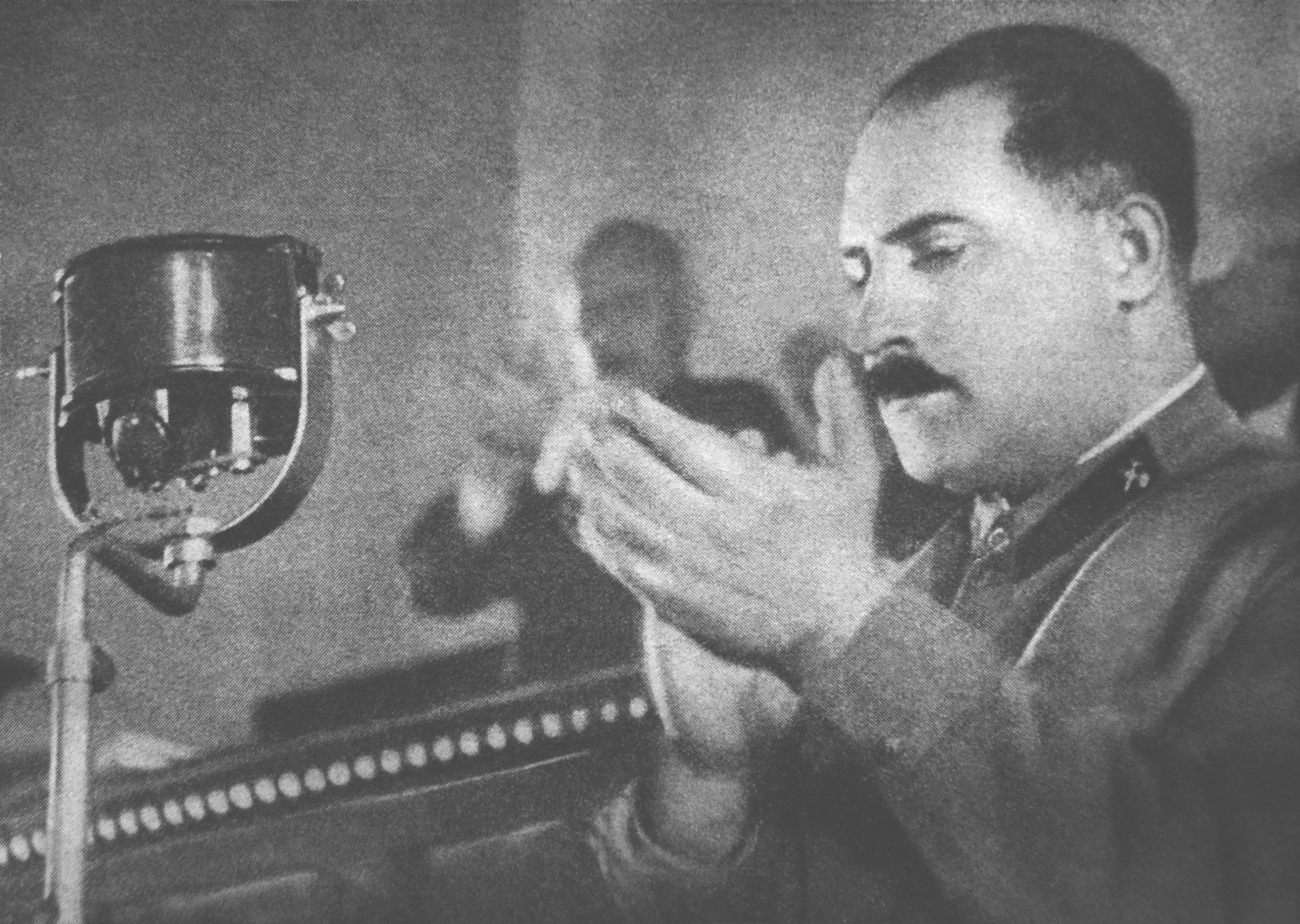
Lazar Kaganovitj (1893–1991) tillhörde gammalbolsjevikerna.

Gammalbolsjevik (ryska: ста́рый большеви́к) avser de politiker som var medlemmar av den bolsjevikiska fraktionen inom Rysslands socialdemokratiska arbetareparti före den ryska revolutionen som ägde rum 1917. Många gammalbolsjeviker utnämndes till högt uppsatta poster i Sovjetunionen, men flera avrättades i samband med den stora terrorn 1936–1938.[källa behövs]